# Langenwetzendorf
Langenwetzendorf là một đô thị ở huyện Greiz, ở bang Thüringen, Đức. Đô thị này có diện tích 38,46 km², dân số thời điểm ngày 31 tháng 12 năm 2006 là 3691 người.